# Comarca de Ferrol
La comarca de Ferrol, también citada en ocasiones como Ferrolterra,[cita requerida] es una comarca costera situada en la provincia de La Coruña, en el noroeste de Galicia (España). Ferrol es su capital. Limita al norte y al oeste con el océano Atlántico, al este con la comarca de Ortegal y al sur con la comarca del Eume. Tiene una extensión de 624 km² y cuenta con una población alrededor de ciento sesenta mil habitantes, distribuidos en once municipios.

## Descripción
Dentro de la comarca se diferencian tres anillos subcomarcales:
- Mirando hacia la ría de Ferrol, los municipios de Ares, Fene, Ferrol, Mugardos, Narón y Neda. Los ayuntamientos están muy cohesionados entre sí, son pequeños de extensión y tienen gran densidad de población; dependen en gran medida de Ferrol y Narón en sus relaciones.

- Una segunda zona, la más alejada de la costa, se extiende por los ayuntamientos de Valdoviño, San Saturnino, Moeche y Somozas.

- La tercera subcomarca la forma el ayuntamiento de Cedeira.

En todos los casos las intensas relaciones funcionales con Ferrol integran estas diferentes vinculaciones locales en una unidad comarcal de orden superior muy condicionada por las relaciones económicas, sociales, administrativas y sanitarias.
Ferrol es el ayuntamiento de mayor importancia económica y con la mayor población, aunque desde el año 2015 los datos del INE indican anualmente el descenso de la población situándose en cifras inferiores a las sesenta y nueve mil personas (66 799 personas a 1 de enero de 2018).
La Junta de Galicia y los juzgados tienen su sede en Ferrol. La sanidad está vertebrada en la organización del SERGAS con sede en el Complejo Hospitalario Arquitecto Marcide-Novoa Santos.
Desde 1971 existe una Mancomunidad de Ayuntamientos de la comarca de Ferrol, originalmente formada por los ayuntamientos de Ares, Fene, Ferrol, Mugardos, Narón y Neda;  Posteriormente se integró Valdoviño en 1977, Cedeira en 2010 y Cabañas en 2012.
De este modo se desarrolló una entidad supramunicipal que actúa como espacio de coordinación entre representantes y personal técnico municipal, y al que progresivamente se incorporan funciones y servicios de acuerdo con una perspectiva de coherencia territorial, calidad y optimización de recursos.